# Aristolochia singalangensis
Aristolochia singalangensis Korth. ex Ding Hou – gatunek rośliny z rodziny kokornakowatych (Aristolochiaceae Juss.). Występuje endemicznie na indonezyjskiej wyspie, Sumatrze.

## Morfologia
PokrójBylina o zimozielonych i zdrewniałych pędach. Dorasta do 20 m wysokości.
LiścieMają podłużnie owalny, owalny lub prawie zaokrąglony kształt. Mają 24–33 cm długości oraz 11–24 cm szerokości. Są prawie skórzaste. Nasada liścia ma sercowaty kształt. Całobrzegie, ze spiczastym wierzchołkiem. Ogonek liściowy jest owłosiony i ma długość 6–14 cm.
KwiatyZebrane są w gronach o długości 4 cm. Mają zielonożółtawą barwę. Łagiewka jest cylindryczna.
OwoceTorebki o podłużnym kształcie. Mają 14–15 cm długości i 2,5–3 cm szerokości. Pękają u podstawy.

## Biologia i ekologia
Rośnie w wiecznie zielonych lasach. Występuje na wysokości od 700 do 1700 m n.p.m.